# Venkaiah Naidu
Muppavarapu Venkaiah Naidu (Nellore, 1 de julio de 1949) es un político indio y vicepresidente de India, en funciones desde el 11 de agosto de 2017 hasta el 11 de agosto de 2022. Anteriormente, Naidu se desempeñó como Ministro de Vivienda y Alivio de la Pobreza Urbana, Desarrollo Urbano e Información y Radiodifusión en el Gabinete de Narendra Modi.  Líder prominente del Partido Bharatiya Janata, también se desempeñó como presidente nacional de 2002 a 2004. Anteriormente, fue el ministro del Gabinete de la Unión para el Desarrollo Rural en el gobierno de Atal Bihari Vajpayee. 
Prestó juramento como Vicepresidente de India el 11 de agosto de 2017 en Darbar Hall, Rashtrapati Bhavan, Nueva Delhi, luego de ser electo días antes.